# سینه‌سرخ نورفولک
سینه‌سرخ نورفولک (نام علمی: Petroica multicolor) نام یک گونه از سرده سینه‌سرخ‌های سنگ‌نشین است.